# Alfredo Landa
Pour les articles homonymes, voir Landa.
Alfredo Landa Areta est un acteur espagnol né le 3 mars 1933 à Pampelune et mort le 9 mai 2013 à Madrid.
Après avoir été incinéré à Madrid, il est inhumé au cimetière de Pampelune[réf. souhaitée].

## Filmographie

### Années 1950
- 1956 : Le Tour du monde en quatre-vingts jours (Around the World in Eighty Days) : Extra (non crédité au générique)
- 1958 : El puente de la paz

### Années 1960
- 1962 : Atraco a las tres : Castrillo
- 1963 : Benigno, hermano mío
- 1963 : La Verbena de la Paloma : Manolo
- 1963 : Le Bourreau (El Verdugo) : Monaguillo nº 1
- 1964 : Les Martiens ont douze mains (I marziani hanno dodici mani) de Castellano et Pipolo : X4
- 1964 : La Jeune Fille en deuil (La Niña de luto) : Raphael
- 1964 : Casi un caballero : Agustín
- 1964 : Especial Nochebuena 1964: Noche de paz (TV)
- 1965 : Whisky y vodka : Cosme
- 1965 : Historias de la televisión : Antonio Parrondo y Carnicero, novio de Katy (2)
- 1965 : Nobleza baturra
- 1965 : Ninette y un señor de Murcia : Armando Espinosa
- 1966 : El Arte de no casarse : Alfonso de la Peña y Peña, abogado (1) / Alfredo, marqués (2) / Benito López (3) / Pascual, soldado (4)
- 1966 : La ciudad no es para mí : Genaro
- 1966 : Nuevo en esta plaza
- 1966 : Hoy como ayer : Felipe (Old Time Plumber)
- 1966 : Las Viudas : (segment "Retrato de Regino, El")
- 1966 : El Arte de casarse
- 1967 : Amor a la española : Rafa
- 1967 : Los Guardiamarinas
- 1967 : ¿Qué hacemos con los hijos? : Enrique
- 1967 : Las Cicatrices
- 1967 : Crónica de nueve meses
- 1967 : De cuerpo presente
- 1967 : Las que tienen que servir : Antonio Ponce de León
- 1967 : Novios 68 : Pepe García Moratillo, fontanero
- 1967 : Pero... ¿en qué país vivimos? : Rodulfo Sicilia
- 1967 : 40 grados a la sombra : Máximo
- 1968 : No disponible
- 1968 : Le Diable sous l'oreiller (Un Diablo bajo la almohada) : Brocheros
- 1968 : Los Subdesarrollados
- 1968 : No somos de piedra
- 1968 : Despedida de casada : Casimiro Rodríguez, el albañil
- 1968 : Los que tocan el piano : Venancio Torralba 'El Torralba'
- 1968 : La Dinamita está servida : Bruno - El jeque árabe
- 1969 : Una Vez al año ser hippy no hace daño : Ricardo
- 1969 : ¿Por qué te engaña tu marido? : Eduardo
- 1969 : Cuatro noches de boda : Lorenzo Jiménez Albo
- 1969 : Soltera y madre en la vida : Paco
- 1969 : Las Leandras

### Années 1970
- 1970 : Si estás muerto, ¿por qué bailas?
- 1970 : El Alma se serena
- 1970 : Cateto a babor : Miguel Cañete Moste
- 1970 : No desearás al vecino del quinto : Antón Gutiérrez
- 1971 : Simón, contamos contigo : Simón Giménez
- 1971 : Vente a Alemania, Pepe : Pepe
- 1971 : La Decente
- 1971 : Préstame quince días
- 1971 : El Diablo Cojuelo
- 1971 : Aunque la hormona se vista de seda... : Bienvenido Garcés
- 1971 : No desearás la mujer del vecino
- 1971 : Los Días de Cabirio
- 1972 : Los Novios de mi mujer
- 1972 : París bien vale una moza
- 1972 : Vente a ligar al Oeste : Benito
- 1972 : No firmes más letras, cielo
- 1972 : Guapo heredero busca esposa : Fidel
- 1973 : Pisito de solteras
- 1973 : Las Estrellas están verdes
- 1973 : Manolo, la nuit : Manolo
- 1974 : Jenaro el de los 14 : Jenaro
- 1974 : Un Curita cañón : Padre Saturio
- 1974 : Dormir y ligar: todo es empezar : Saturnino del Olmo
- 1974 : El Reprimido
- 1974 : Las Obsesiones de Armando
- 1974 : Fin de semana al desnudo
- 1975 : Tío, ¿de verdad vienen de París?
- 1975 : Solo ante el Streaking : Ángel
- 1975 : Cuando el cuerno suena
- 1975 : Los Pecados de una chica casi decente : Gino
- 1976 : La Plaza
- 1976 : Mayordomo para todo : Germán
- 1976 : Esclava te doy
- 1976 : Alcalde por elección
- 1977 : El Puente : Juan
- 1977 : Celedonio y yo somos así
- 1978 : Borrasca
- 1979 : Polvos mágicos : Arturo
- 1979 : Historia de 'S' : Sebastián
- 1979 : Las Verdes praderas : José Rebolledo
- 1979 : El Rediezcubrimiento de México
- 1979 : Paco l'infaillible (Paco el seguro) : Paco

### Années 1980
- 1980 : El Poderoso influjo de la luna
- 1980 : Amigo
- 1980 : El Alcalde y la política
- 1980 : El Canto de la cigarra : Aris
- 1981 : Préstame tu mujer : Blas
- 1981 : El Crack : Germán Areta
- 1981 : Profesor eróticus
- 1982 : Un Rolls para Hipólito : Hipólito
- 1982 : La Próxima estación : José Luis
- 1983 : Las Autonosuyas : Austrasigildo
- 1983 : El Crack II : Germán Areta
- 1984 : Piernas cruzadas : Jeremías
- 1984 : Les Saints innocents (Los Santos inocentes) : Paco, El Bajo
- 1984 : Una Rosa al viento : José
- 1985 : La Vaquilla : Brigada Castro
- 1985 : Los Paraísos perdidos : Benito
- 1986 : Bandera negra : Patxi
- 1986 : Tata mía : Teo
- 1987 : Las Vacaciones de Toby
- 1987 : El bosque animado : Malvís / Bandido Fendetestas
- 1987 : ¡Biba la banda! : Sargento Pérez
- 1987 : El Pecador impecable : Honorio Sigüenza
- 1988 : Sinatra : Sinatra
- 1989 : El río que nos lleva : El Americano

### Années 1990
- 1990 : Bazar Viena
- 1991 : Marcellino : Frate Pappina
- 1992 : Aquí, el que no corre... vuela : Teo
- 1992 : La marrana : Bartolomé
- 1994 : Canción de cuna : Don José
- 1994 : ¡Por fin solos! : Arturo
- 1995 : El rey del río : Antón Costa
- 1996 : Los Porretas : Segismundo Porretas

### Années 2000
- 2000 : El Árbol del penitente : El Cura
- 2000 : La Isla del cangrejo : Narrator (Sam) (voix)
- 2002 : Historia de un beso : Blas Otamendi
- 2002 : El Refugio del mal : Gasolinero
- 2003 : La luz prodigiosa : Joaquin Panjero
- 2003 : El Oro de Moscú : Faustino Peláez
- 2004 : Tiovivo c. 1950 : Eusebio
- 2007 : Luz de domingo

## Récompenses
- Prix d'interprétation masculine au Festival de Cannes 1984 pour Les Saints innocents de Mario Camus
- Médaille d'or du mérite des beaux-arts du Ministère de l'Éducation, de la Culture et des Sports espagnol en 1991[2].